# Szeverin pápa
Szeverin (latinul: Severinus), (? – 640. augusztus 2.) volt a 71. pápa a világtörténelemben 638. október 30-tól. Pontifikátusának nagy része a Hérakleiosz császár által kiadott Ecthesis körül forgott. A bizánci uralkodó jóváhagyásáért több mint másfél évig harcolt. Így végül hivatalosan kicsivel több mint két hónapot uralkodott.

## Élete
Szeverin valószínűleg Rómában született. Apját Abienusnak hívták. Tanulmányai és vallásos családi környezete miatt is választotta a papi hivatást. Hamarosan nagy befolyásra tett szert a klérusban, így I. Honoriusz pápa halála után három nappal, 638. október 30-án a római zsinat őt választotta meg egyházfőnek. Azonban a zavaros történelmi időkben Bizánc támogatását csak úgy élvezhette a pápa, ha előtte a császár hivatalosan elismeri a választottat egyházfőnek. Csak ezután lehet felszentelni az illetőt. Így Szeverin követeket küldött Konstantinápolyba, hogy kinevezését kieszközöljék. Ebben az időben érkezett meg a pápai hivatalba egy levél, amelyet Jeruzsálem pátriárkája küldött Rómába, bizonyos Szent Sophrinus. A pátriárka az előző évek krisztológiai vitáiba bekapcsolódva vizsgálódott a szent iratokban, hogy kiderítse mi az igaz, katolikus álláspont a vitában. Kutatásai nyomán kiderítette, hogy a kétérvényű, két természetű Jézus Krisztus felel meg ennek az álláspontnak. Ez azt jelentette, hogy Szeverin elődje, Honoriusz eretnek tanokat terjesztett.
Ezzel egyidőben a császári udvarban Hérakleiosz csak azzal a feltétellel fogadta el Szeverin választását, amennyiben a pápajelölt aláírja az Ecthesist. Ez a mű Honoriusz pápa levele alapján íródott meg, és monotheletista tanokat fogalmazott meg. Szeverin megtagadta a császári irat elfogadását. Válaszul Hérakleiosz nem adta áldását a pápajelölt felszentelésére. Így Szeverin hatalom nélküli pápa lett Rómában.
Minden erejét arra fordította, hogy megegyezzen a császárral, és felszenteljék. Azonban Hérakleiosz ragaszkodott az Ecthesis aláírásához, Szeverin pedig annak eretnekségéhez. A Ravennai Exarchátus, hogy nyomatékosítsa a császár óhaját megtámadta Rómát, és kifosztotta a lateráni palotát. Több mint másfél éven át tartott a vita Róma és Konstantinápoly között, mire végül a pápai követek higgadt politikájának engedve Hérakleiosz engedélyezte Szeverin felszentelését.
640. május 28-án szentelték fel Szeverint, akinek első dolga volt, hogy kinyilatkoztassa az igaz hitet, amely szerint Jézus Krisztus két természetből állt, vagyis két akarata és kétérvényű lénye volt. Az Ecthesist pedig eretnek írásnak nevezte. 66 nappal felszentelése után, 640. augusztus 2-án meghalt. Rövid pontifikátusa alatt építtette a Szent Péter-bazilika egyik szentélyét, ahol örök nyugalomra helyezték.

## Művei
- Documenta Catholica Omnia (latin nyelven). (Hozzáférés: 2011. december 6.)